# Ángel Guillén
Angel Guillén (Cidade do México, México, 1983) é um jogador de pôquer profissional mexicano. Em 2009 Guíllen foi campeão de um dos eventos da Série Mundial de Pôquer.

## Biografia
Formado em economia Angel é um investidor na bolsa de valores, iniciou a jogar pagar em sítios na internet, ele começou disputando torneios gratuitos em que o primeiro colocado ganhava 5 ou 10 dólares e qualificavam o vencedor para disputar outros torneios de maior importância, com as vitórias Angel passou a disputar torneios que ofereciam grandes prêmios em dinheiro. Após as conquistas na internet, passou a disputar torneios ao vivo, sua primeira participação foi nas Bahamas e logo depois passou a viajar pela América do Sul e Europa.
Sua primeira experiência em torneios de pôquer de alto nível aconteceu em janeiro de 2009, quando participou do PokerStars Caribbean Adventure.  Ele conseguiu estar a frente de grandes jogadores de pôquer e finalizou o torneio em 51º lugar, conquistando um prêmio em dinheiro no valor de US$ 27.500,00.  Este resultado serviu como impulso para Angel, a partir daí, buscar resultados melhores.  Em sua próxima conquista, ele já figurava em uma mesa final, desta fez em sua participação na 2ª temporada do Latin American Poker Tour em Punta del Este, onde terminou na terceira colocação obtendo um prêmio de US$ 99.920,00.
Angel também obteve bons resultados jogando torneios de pôquer na internet, em sua participação no evento principal da Copa Primavera de Poker Online (SCOOP), ele terminou em 15º lugar com um prêmio de US$ 61.500,00.

### Série Mundial de Pôquer 2009
A Série Munidal de Pôquer de 2009 marcou a ascensão de Angel no mundo do pôquer.  Primeiro, em sua participação em um dos eventos do torneio, No Limit Hold'em com preço de inscrição de US$ 2.000,00, ele conquistou a segunda colocação e um prêmio no valor de US$ 312.800,00.  Dez dias depois, Angel conseguiu um resultado ainda melhor em sua participação em mais um evento na modalidade texas holdem, ele sagrou-se campeão deste evento, vencendo 1.534 jogadores, esta disputa durou três dias e garantiu a Angel um prêmio de US$ 530.548,00 e seu primeiro bracelete de ouro, troféu dado aos campeões de envetos da série mundial de pôquer.  A disputa final para conquista do bracelete de ouro, foi contra o jogador Mika Paasonen, e durou cerca de seis horas.

## Curiosidades
Angel foi o segundo jogador mexicano da história a conquistar um bracelete da Série Mundial de Pôquer.
Além do pôquer, Angel já dedicou-se a prática do xadrez, tendo participado de vários torneios, sempre terminando entre os três primeiros lugares.
Angel se interessou pelo pôquer e passou a praticá-lo, após ter assistido ao filme Rounders.

## Braceletes da Série Mundial de Pôquer
| Ano  | Preço de Inscrição (Buy-In) | Evento           | Prêmio (US$)   |
| ---- | --------------------------- | ---------------- | -------------- |
| 2009 | $2.000,00                   | No Limit Hold'em | US$ 530.548,00 |

## Ligações Externas
- Página de Angel Guíllen no Team Poker Stars Pro